# ChargePoint
ChargePoint est une entreprise américaine spécialisée dans la gestion du réseau et des bornes pour les véhicules électriques.

## Histoire
En juillet 2021, ChargePoint annonce l'acquisition de has.to.be, une entreprise autrichienne de gestion de bornes pour les véhicules électriques, pour 250 millions d'euros.

## Pratiques commerciales
En juin 2023, l'utilisation de ChargePoint impose de disposer d'un solde de 5€ sur son compte, non remboursable en cas d'arrêt d'utilisation de l'application.